# Dighalia
Dighalia è un sottodistretto (upazila) del Bangladesh situato nel distretto di Khulna, divisione di Khulna. Si estende su una superficie di 77,16 km² e conta una popolazione di 115.585 abitanti (dato censimento 2011).